# هیوری
هیوری (به لاتین: Hivəri یا Hiveri) یک منطقه مسکونی در جمهوری آذربایجان است که در شهرستان لریک واقع شده است. هیوری ۲۵۷ نفر جمعیت دارد.

## ریشه واژه
هیو یا هو در زبان تالشی به‌معنی ویران‌شده، نابودشده یا خراب‌شده است و وَر به‌معنی محل، مکان یا روستا است و هیوری یعنی روستای ویران‌شده یا خراب‌شده.